# Joseph Schröffer

Kardinalswappen von Joseph Schröffer

Joseph Martin Kardinal Schröffer (* 20. Februar 1903 in Ingolstadt; † 7. September 1983 in Nürnberg) war Bischof von Eichstätt, später Kurienerzbischof der römisch-katholischen Kirche und Kardinaldiakon mit der Titeldiakonie San Saba.

## Leben
Schröffer wurde 1903 in Ingolstadt geboren, wo er zusammen mit seinen vier jüngeren Schwestern aufwuchs und 1917 an das Bischöfliche Knabenseminar in Eichstätt wechselte. Bereits 1921, im Jahr vor seinem Abitur, wurde der damalige Eichstätter Bischof Johannes Leo von Mergel OSB auf den begabten Gymnasiasten aufmerksam. Nachdrücklich setzte sich Mergel beim Rektor des Collegium Germanicum et Hungaricum in Rom für eine Aufnahme Schröffers in dessen Haus ein. Im Oktober 1922 brach Schröffer nach Rom auf, um dort seine philosophisch-theologischen Studien an der Päpstlichen Universität Gregoriana aufzunehmen. 1925 erwarb er den philosophischen, 1929 den theologischen Doktorgrad, nachdem er am 28. Oktober 1928 die Priesterweihe empfangen hatte. Auf Wunsch des Bischofs blieb Schröffer zwei weitere Jahre in Rom zu vertiefenden Studien im Fach neutestamentliche Exegese.
Nach kurzer Kaplanszeit in der Pfarrei St. Willibald in Weißenburg in Bayern wurde Schröffer in das akademische Lehramt berufen. Als Professor für Moraltheologie und später auch Pastoraltheologie wirkte er ab 1933 an der Philosophisch-Theologischen Hochschule in Eichstätt. Im November 1933 unterzeichnete er das Bekenntnis der deutschen Professoren zu Adolf Hitler. Bischof Michael Rackl ernannte ihn 1941 zum Generalvikar. 1948 berief ihn Papst Pius XII. zum Bischof von Eichstätt. Die Bischofsweihe spendete ihm am 21. September 1948 der Bamberger Erzbischof Joseph Otto Kolb.
Sein besonderes Interesse galt der internationalen Zusammenarbeit sowie der deutsch-französischen und deutsch-polnischen Aussöhnung. 1954–67 war er Präsident des deutschen Zweiges der Pax-Christi-Bewegung. Er wurde in die Vorbereitungskommission für das Zweite Vatikanische Konzil berufen und wechselte 1967 auf Wunsch Pauls VI. als Sekretär der Kongregation für das Katholische Bildungswesen in die römische Kurie. Am 2. Januar 1968 wurde er zum Titularerzbischof von Volturnum ernannt. Am 24. Mai 1976 von Paul VI. mit der Titeldiakonie San Saba zum Kardinaldiakon kreiert, legte er aus Altersgründen  mit diesem Tag alle Ämter nieder. Im Dreipäpstejahr nahm Joseph Kardinal Schröffer nach dem Tod Pauls VI. am 6. August 1978 am Konklave August 1978 in Rom teil, aus dem Albino Luciani als Papst Johannes Paul I. hervorging, und nach dessen frühem Tod abermals am Konklave Oktober 1978, das Karol Wojtyla zum neuen Pontifex wählte, der sich den Namen Johannes Paul II. gab.
Seit 1952 war Schröffer Ehrenmitglied der katholischen Studentenverbindung Rheno-Frankonia Würzburg im KV.
Schröffer starb am 7. September 1983 in Nürnberg. Sein Grab befindet sich im Dom zu Eichstätt.

## Wirken

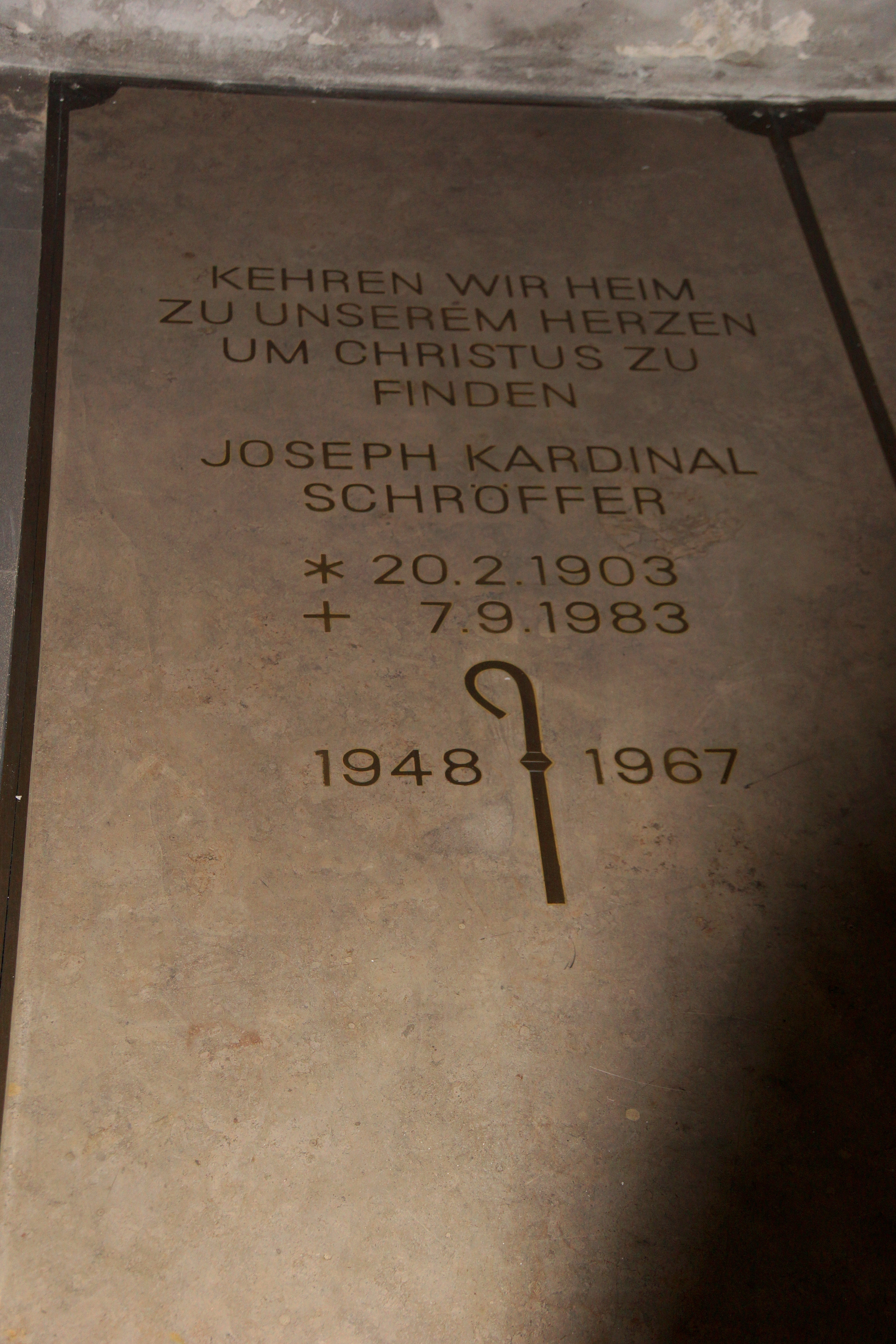
Grab im Eichstätter Dom

Die schwierigen Verhältnisse in der Nachkriegszeit forderten von Schröffer vor allem tatkräftiges Handeln. Er gründete das St. Gundekar-Werk als gemeinnütziges Wohnungs- und Siedlungsunternehmen, um der Wohnungsnot zu begegnen. Durch den Zuzug der Heimatvertriebenen hatte sich die Zahl der Katholiken im Bistum Eichstätt nahezu verdoppelt. Der Diasporaraum im Norden der Diözese, besonders im Süden Nürnbergs, erforderte einen verstärkten personellen und räumlichen Ausbau der kirchlichen Strukturen: Zahlreiche Pfarrstellen wurden errichtet und siebzig neue Kirchen erbaut.
Schröffer erwarb sich große Verdienste in der nachkonziliaren Reform der Priesterbildung.